# Frank Kristensen
Frank Rosendahl Kristensen Michalski (Thisted, 10 marzo 1977) è un calciatore danese, attaccante del Randers.